# Rodney Howard-Browne
Rodney Howard-Browne, född 1961 i Sydafrika, är en karismatisk kristen predikant och evangelist. Howard-Browne hävdar att han fick ett gudomligt tilltal som barn att ge sitt liv åt mission. 
När han predikade i New York 1999 utbröt väckelse. Han har sedan fortsatt att resa runt i Nordamerika och predika och var en av predikanterna som inspirerade till Torontovälsignelsen.
Howard-Browne är pastor i församlingen The River i Tampa, Florida som han grundade 1996 tillsammans med sin fru Adonica. Församlingen driver bibelskolan River Bible Institute.